# Медико-генетическое консультирование
Медико-генетическое консультирование является наиболее распространенным методом профилактики наследственных болезней. Суть его заключается в прогнозировании рождения ребёнка с наследственной патологией, объяснении вероятности этого события консультирующимся и помощи семье в принятии решения о дальнейшем деторождении. 
Медико-генетическое консультирование как способ профилактики врождённой или наследственной патологии особенно эффективен до зачатия или на самых ранних сроках беременности.

## Последовательность проведения процедуры
ВКЛЮЧАЕТ 3 ЭТАПА
1. Уточнение диагноза с использованием специальных генетических методов: генеалогическое обследование и составление родословной, биохимико-генетические методы, позволяющие выявить генетически обусловленные изменения обмена веществ, диагностика гетерозиготного носительства рецессивных аллелей, пренатальная диагностика (УЗИ, биохимический скрининг маркерных белков в сыворотке беременной, амниоцентез — забор околоплодной жидкости для кариотипирования плода).
2. Определение прогноза потомства, которое основывается на данных о типе и варианте наследования патологического состояния, результата пренатальной диагностики.
3. Формулирование заключения и объяснение заинтересованным лицам в доступной форме смысла генетического риска[2].

В идеальном варианте медико-генетическое консультирование должны пройти все семьи, планирующие иметь ребёнка (т.н. проспективное консультирование). 

## Показания
Прямыми показаниями для направления к специалисту-генетику являются:
- установленная или подозреваемая наследственная патология в семье;
- кровнородственные браки;
- воздействие возможных мутагенов или тератогенов до или в течение первых трёх месяцев беременности;
- значимые отклонения результатов биохимического скрининга маркерных сывороточных белков у беременной;
- выявление у плода маркёров хромосомных болезней и врождённых пороков развития при ультразвуковом исследовании[1]:2

По приблизительным данным в мире рождается в год более 2 млн детей с тяжелыми наследственными заболеваниями, в связи с этим смертность детей равняется 15 на 1000.
Медицинская генетика – это область генетики, изучающая причины возникновения наследственных болезней у человека, характер их наследования и распространение среди людей.
Особым разделом внутри медицинской генетики является клиническая генетика. Клиническая генетика решает вопросы патогенеза, клиники, диагностики и лечения наследственных болезней. 
В круг задачи медицинской генетики входят:
- изучение наследственных болезней, закономерностей их наследования, особенности патогенеза, лечение и профилактики
- изучение наследственных предрасположении
- изучение патологической наследственности
- изучение вопросов генной инженерии

К наследственным болезням относится большое число болезней и аномалий развития, которые зависят от изменения в хромосомах и генах.

## Изменчивость и мутации
Изменчивость – свойство человека и других организмов приобретать новые признаки и утрачивать прежние под влиянием внешних и внутренних факторов, что способствует формированию индивидуальных признаков.  
Различают два основных вида изменчивости: ненаследственная и наследственная.  
Ненаследственная (модификационная) изменчивость представляет собой приспособительную реакцию, возникающую в ответ на воздействие условий окружающей среды. Эти изменения не затрагивают генетический материал и не передаются по наследству. 
Наследственная изменчивость подразделяется на два основных типа: рекомбинационную и мутационную.
– Рекомбинационная изменчивость обусловлена новыми комбинациями генов, возникающими в результате перегруппировки генетического материала при скрещивании.   
– Мутационная изменчивость связана с ненаправленным изменением наследственного материала.
Мутации подразделяются на генные, геномные и хромосомные.
– Генные - изменения внутренней структуры отдельных генов на молекулярном уровне, например, замена нуклеотидов в цепи ДНК.  
– Хромосомные - изменения структуры хромосом.  
– Геномные - изменения числа хромосом в геноме.

Изменчивость играет ключевую роль в адаптации человека к окружающей среде и эволюционном процессе.

## Хромосомные мутации
Это структурные изменения, перестройки одной или нескольких хромосом. Существует несколько типов:
1.   Делеция - потеря участка хромосомы
2.   Транслокация – перемещение отдельных участков хромосом в другую хромосому
3.   Инверсия - участок хромосомы принимает "зеркальное" положение
4.   Дупликация – удвоение отдельного участка хромосомы
5.   Кольцевые хромосомы – когда происходит разрыв хромосомы, в результате чего образуется два концевых отдела, которые сливаются дрг с другом, образуя круг.

Геномные мутации не сопровождаются разрывом, перемещением, соединением хромосом, также не изменяется структура ДНК, происходит увеличение или уменьшение числа хромосом в клетке.
В норме совокупность генов в единичном наборе хромосом 23 хромосомы.

Мутационные изменение в структуре ДНК называется «анеуплоидия»
Нуллисомия – потеря пары хромосом
Моносомия – потеря одной хромосомы из любой пары
Трисомия – появление одной лишней хромосомы
Тетрасомия – появление двух лишних хромосом.